# فیلیپ لودویگ استیوس مولر
فیلیپ لودویگ استیوس مولر (انگلیسی: Philipp Ludwig Statius Müller) (زاده ۲۵ آوریل ۱۷۲۵ در اسن و درگذشته ۵ ژانویه ۱۷۷۶ در ارلانگن) پرنده‌شناس، جانورشناس و حشره‌شناس اهل آلمان بود. او استاد علوم طبیعی ارلانگن بود و در بین سالهای ۱۷۷۳و ۱۷۷۶ ترجمه آلمانی کتاب سامانه طبیعت لینه را به چاپ رساند. با الحاق بخشی به کتاب در سال ۱۷۷۶ اولین طبقه بندی علمی تعدادی از گونه ها شامل: فیل دریایی،گواناکو،پاتو،حواصیل سه رنگ،طوطی کاکلی سفید،طوطی کاکلی ته سرخ و گند مرغ ناشناخته ارائه شد.
فرخنده سر فیروزه ای در سال ۱۷۷۶ میلادی توسط او توصیف علمی شد.

## آثار
- Statius Müller, P. L. 1776. Des Ritters Carl von Linné Königlich Schwedischen Leibarztes &c. &c. vollständigen Natursystems Supplements- und Register-Band über alle sechs Theile oder Classen des Thierreichs. Mit einer ausführlichen Erklärung. Nebst drey Kupfertafeln.Nürnberg

.(Raspe)